# 当代世界出版社
当代世界出版社是中华人民共和国的一家出版社，成立于1993年9月，社址位于北京市，由中共中央对外联络部主管主办。